# Petäjärvi
Petäjärvi är en sjö i kommunen Kyrkslätt i landskapet Nyland i Finland. Sjön ligger 35,3 meter över havet. Den är 4,59 meter djup. Arean är 93 hektar och strandlinjen är 7,19 kilometer lång. Sjön  ingår i Sjundeå å huvudavrinningsområde.   Den ligger omkring 32 km väster om Helsingfors. 
I sjön finns ön Rajasaari som är 0,4 hektar med störst längd 110 meter i nord-sydlig riktning.